# Північноваленсійський діалект

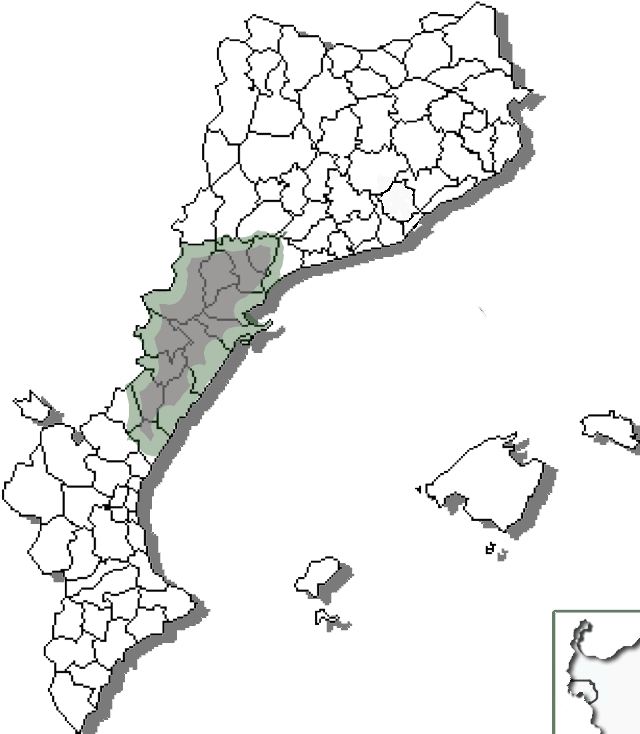
Північноваленсійський (ебрський) діалект каталанської мови на мапі каталанських країн

Північноваленсі́йський або е́брський діале́кт (кат. valencià septentrional, català ebrenc) — говірки каталанської мови у південній частині Каталонії, на півночі Валенсії та на півдні Західної смуги в Арагоні (кумарка Матарранья), що належать до західних діалектів каталанської мови.
Цей діалект іноді класифікується як субдіалект північно-західного діалекту (разом з рібагорським, пальяським та льєйдським субдіалектами), або як субдіалект валенсійського діалекту (разом із субдіалектами апічатом, алаканським, південноваленсійським та мальоркським у муніципалітетах Тарбена та Ла-Валь-де-Ґалінера — ці говірки також іноді класифікуються як окремі діалекти).

## Зони (субдіалекти) північноваленсійського діалекту
Північноваленсійський діалект поділяється на дві зони, які мають свої власні характеристики: на півночі — валенсі́йський перехідни́й або катала́нський турто́зький (кат. valencià de transició або català tortosí), на півдні — кастельйо́ський субдіале́кт або вла́сне північноваленсі́йський субдіале́кт (кат. valencià castellonenc).
Обидві зони північноваленсійського діалекту мають такі спільні характерні риси:
- Закінчення -o дієслів у першій особі однини теперішнього часу.
- Закінчення -às, -és, -ís у дієслівній формі imperfet de subjuntiu.
- Літери b та v позначають один середній звук (явище бетацизму).
- Загальновживаною формою означеного артикля чоловічого роду lo / los.
- Збереження -d- між голосними у суфіксах -ada та -ador.
- Кінцеве -r не вимовляється.
- Закінчення -e 3-ї особи однини у теперішньому часі (кат. ell cante, ell cantave).
- Перехід z та s у [ʒ] та [ʃ]: dotze > [dodʒe], pots > [pɔtʃ].
- Злиття фонем [s] та [ʃ]: caixó > [kajso].

## Валенсійський перехідний (або каталанський туртозький) субдіалект
Окрім перелічених вище особливостей валенсійський перехідний (або каталанський туртозький) субдіалект має такі риси:
- Перехід [dʒ] у [ʒ] та [jʒ].
- Можливість випадіння міжголосного /d/ у суфіксах -ada та -ador (хоча велика кількість мовців цей приголосний вимовляє).
- Вимова як [ɛ] закінчення -a в дієсловах у деяких зонах.

## Кастельйоський (або власне північноваленсійський) субдіалект
- Кінцеве -r вимовляється лише у прибережній зоні муніципалітету Алкала-де-Шіберт (кат. Alcalà de Xivert).
- Відсутність вимови -r в кінці інфінітиву перед слабкими займенниками: donà(r)-la, fe(r)-te.
- Звук /v/ фіксується лише у кумарках Плана-Алта та Плана-Башя (Валенсія).
- Дифтонг [uj] (cuina, buit) вимовляється як і в усіх інших валенсійських говірках — [wi].
- Можлива вимова кінцевого -a дієслів як [a] або [e].
- Означений артикль має таку саму форму, як і в інших говірках валенсійського діалекту: el, els.